# Yeshayahu Leibowitz
Yeshayau Leibowitz (in ebraico ישעיהו ליבוביץ‎?; Riga, 29 gennaio 1903 – Gerusalemme, 18 agosto 1994) è stato un filosofo e chimico israeliano, docente nell'Università Ebraica e redattore dell'Enciclopedia ebraica.

## Biografia
Leibowitz nacque a Riga in Lettonia, nel 1903 da una famiglia ebrea osservante e benestante.
Sua sorella Nechama Leibowitz diventerà una famosa commentatrice della Bibbia.
Nel 1919 si trasferisce da Riga a Berlino a causa della guerra civile in Russia.
A Berlino studia chimica e filosofia e riceve il Ph.D. di filosofia nel 1924.
Continua a studiare biochimica e medicina e ottiene il Ph.D. di medicina nel 1934 presso l'Università di Basilea.
Nel 1935 si trasferisce in Palestina.
Nel 1936 insegna presso l'Università Ebraica di Gerusalemme e, nel 1941 ottiene la cattedra di biochimica.
Nel 1952 ottiene la cattedra di Chimica organica e di Neurologia.
Nel 1970 va in pensione, ma continua ad insegnare Filosofia e Storia della scienza.
Durante la guerra d'indipendenza d'Israele combatté per difendere Gerusalemme e diventa ufficiale nell'esercito israeliano.
Subito dopo la guerra, entra a far parte del partito politico “Ha-ovèd ha-datì” (Il Lavoratore religioso) e nell'Histadrut (la federazione generale dei lavoratori d'Israele).
Leibowitz fu uno dei più grandi filosofi dell'ebraismo del XX secolo.
Si occupò di "Halakhah" (Legge Ebraica) e di politica. Fu redattore dell'Enciclopedia Ebraica e pubblicò molti libri che trattano di questioni scientifiche, e di filosofia della scienza.
Pubblicò anche molti libri di filosofia e inerenti all'ebraismo, soprattutto su Maimonide.
Oltre a queste attività di scrittore e filosofo, Leibowitz fu rinomato per i suoi interventi politici, guadagnandosi grande fama sulla scena pubblica israeliana, sia a causa della sua critica dei partiti religiosi da lui chiamati "mantenute parassite" del governo israeliano, sia per la sua argomentazione già nel 1968 che Israele avrebbe dovuto ritirarsi dalla Cisgiordania e striscia di Gaza appena conquistate, sia per il suo invito pubblico agli obiettori di coscienza dal tempo della guerra del Libano del 1982 e successivamente nei territori palestinesi. La capacità di Leibowitz di suscitare polemiche pubbliche era ancora in evidenza a tutto il 1993, l'anno prima di morire, in un discorso al Consiglio di Israele per la Pace Israelo-Palestinese, dove ribadì il suo invito ai soldati di rifiutarsi di servire nei Territori, utilizzando, non per la prima volta, un linguaggio altamente provocatorio nel paragonare le unità speciali dell'esercito israeliano alle SS. Il discorso seguì l'annuncio che doveva ricevere il "Premio Israele" — il premio nazionale più prestigioso in riconoscimento del lavoro di tutta una vita — una mossa che precipitò una grave crisi e un appello alla Corte Suprema, con la minaccia da parte del Primo Ministro Yitzhak Rabin di boicottare la cerimonia. Leibowitz, tuttavia, salvò tutti da ulteriore imbarazzo rifiutando il premio.
Leibowitz fu un sionista religioso che aspirava alla costruzione di uno stato di Israele che si ispirasse alla Halakhah. Fu molto deluso dai religiosi che non proposero un modello ortodosso moderno per dirigere lo stato. Sostenne, allora, di separare chiaramente il potere politico e quello religioso in modo da avere un governo di stampo laico.
Attivo fino al suo ultimo giorno, Yeshayahu Leibowitz morì nel sonno il 18 agosto 1994, all'età di 91 anni.
Nel 2005, è stato votato il 20º israeliano più importante di tutti i tempi, in un sondaggio dal sito israeliano Ynet per determinare quali fossero i 200 israeliani più importanti e famosi.

## Opere

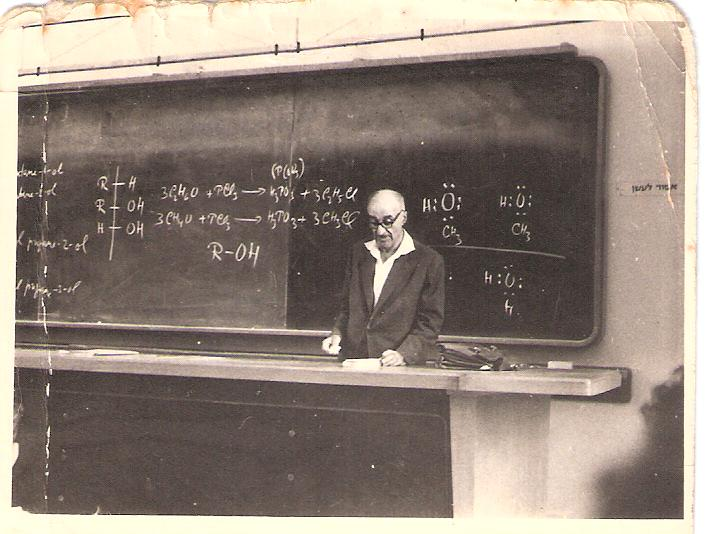
Il Professor Yeshayahu Leibowitz in cattedra all'Università Ebraica di Gerusalemme

La filosofia di Leibowitz ha trovato espressione in numerosi saggi che apparvero prima in periodici ebraici e successivamente vennero raccolti, con qualche sovrapposizione, in una serie di volumi pubblicati a intervalli irregolari, tra cui più significativamente: Torah u-Mitzvot ba-Zeman ha-Zeh [Torah e Comandamenti nel nostro tempo] (1954) ; Yahadut, Am Yehudi u-Medinat Yisrael [Ebraismo, popolo ebraico e lo Stato di Israele] (1975); Emunah, Historiah, va-Arakhim [Fede, Storia e Valori] (1982). Il 1982 vide anche la pubblicazione delle trascrizioni del suo gruppo di studio sul Shemoneh Perakim di Maimonide - la sezione Commento alla Mishnah di Maimonide che serve come introduzione al Trattato Avot (generalmente noto in italiano come Etica dei Padri). Un certo numero di suoi contributi alla televisione e radio israeliane è apparso anche in stampa — inclusa una serie sulla filosofia di Maimonide e sulle porzioni bibliche settimanali — e ad essere stampate postumamente, insieme a trascrizioni di ulteriori discussioni del gruppo di studio. Anche se di gran lunga meglio conosciuto in Israele che all'estero, la pubblicazione di una raccolta di suoi scritti in inglese nel 1992 – Judaism, Human Values, and the Jewish State (Ebraismo, popolo ebraico e lo Stato di Israele) – ha aperto la strada ad un crescente impegno critico con il suo pensiero a livello internazionale. Si riscontra ora un ampliamento di studi leibowitziani che va oltre gli interessi filosofici ebraici ed i confronti kantiani delle sue prime opere critiche, fino ad arrivare ad una serie di recenti tentativi di mettere il suo pensiero in prossimità di quello di Emmanuel Lévinas, che Leibowitz teneva in grande considerazione.
Pubblicazioni di Leibowitz
- Torah u-Mitzvot ba-Zeman ha-Zeh [Torah e Comandamenti nel nostro tempo], Tel Aviv: Schocken, 1954. Citato come Torah u-Mitzvot.
- Yahadut, Am Yehudi u-Medinat Yisrael [Ebraismo, popolo ebraico e Stato d'Israele], Tel Aviv: Schocken, 1975. Citato come Yahadut.
- Emunah, Historiah, ve-Arakhim [Fede, Storia e Valori], Gerusalemme: Academon, 1982. Citato come Emunah.
- Judaism, Human Values, and the Jewish State, Eliezer Goldman (cur.), Eliezer Goldman, Yoram Navon, Zvi Jacobson, Gershon Levi e Raphael Levy (tradd.), Cambridge, MA: Harvard University Press, 1995. Citato come Judaism. [Raccoglie un'antologia di articoli dalle collezioni succitate in ebraico, tradotte in inglese]
- Yeshayahu Leibowitz al Olam u-Melo'o, Sihot im Michael Shashar [Yeshayahu Leibowitz su praticamente tutto: discorsi con Michael Shashar], Gerusalemme: Keter Publishing House, 1988. Citato come Sihot.
- Accepting the Yoke of Heaven: Commentary on the Weekly Torah Portion, Shmuel Himelstein (trad.), New York: Urim Publications, 2002. Citato come Accepting the Yoke. [Traduzione di discorsi radiofonici pubblicati originariamente come He'arot le-Parshiyot ha-Shavua (Note sulle porzioni bibliche settimanali), Gerusalemme: Academon, 1988.]
- “Responses” (HE) , Iyyun 26 (1976), 265–81. [Repliche di Leibowitz ad una serie di articoli sul suo pensiero pubblicati in questa edizione della rivista Iyyun.] Citato come “Responses”.

Ulteriori pubblicazioni di Leibowitz
Discussioni di studio
- Sihot al Pirke Avot ve-al ha-Rambam [Discorsi sull'Etica dei padri e su Maimonide], Gerusalemme: Schocken, 1979.
- Sihot al Shemoneh Perakim la-Rambam [Conversazioni sugli Otto Capitoli di Maimonide], Gerusalemme: Keter, 1986.
- Sihot al Mesilat Yesharim la-Ramchal [Conversazioni su Mesillat Yesharim ("Il cammino dei giusti") di Rabbi Mosè Luzzatto], Jerusalem: Greta Leibowitz, 1995.
- Sihot al Torat ha-Nevu'ah shel ha-Rambam [Conversazioni sulla Profezia secondo Maimonide], Gerusalemme: Greta Leibowitz, 1997.
- Sihot al Mivchar Pirkei ha-Hashgachah mitokh “Moreh Nevukhim” shel ha-Rambam [Conversazioni sulla Provvidenza secondo la Guida dei perplessi di Maimonide], Gerusalem: Mira Ofran, 2003.
- Sihot al Pirkei ta'amei ha-Mitzvot mitokh “Moreh Nevukhim” shel ha-Rambam [Conversazioni sulle Ragioni dei Comandamenti secondo la Guida dei perplessi di Maimonide], Gerusalemme: Mira Ofran, 2003.

Discorsi radiofonici, interviste e corrispondenza
- Guf va-Nefesh: Habe'ayah ha-Psikho-Physit [Corpo e mente: Il problema psico-fisico], Tel Aviv: Misrad ha-Bitahon Publications, 1984.
- Emunato shel ha-Rambam [La Fede di Maimonide], Tel Aviv: Misrad ha-Bitahon Publications, 1985. Trad. (EN)  The Faith of Maimonides, John Glucker (traduttore), New York: Adama Books, 1989.
- Hamisha Sifrei Emunah [I Cinque Libri della Fede], Mira Ofran (cur.), Gerusalemme: Keter, 1995.
- Sihot al Hagei Yisrael u-Moadav, [Discorsi sulle Festività ebraiche], Gerusalemme: Greta Lebowitz, 1999.
- Sheva Shanim shel Sihot al Parashat ha-Shavua [Sette anni di discorsi sulla lettura biblica settimanale], Gerusalemme: Greta Leibowitz, 2000.
- Mah She-lema'lah u-mah she-lemattah: Dialogim im Toni Lavi [Cosa c'è sopra e cosa c'è sotto: dialoghi con Toni Lavi], Or Yehuda: Maariv Book Guild, 1997.
- Ratziti lish'ol otcha, Professor Leibowitz: Michtavim el Yeshayahu Leibowitz u-mimenu [Volevo chiederLe Professor Leibowitz: Lettere a e da Yeshayahu Leibowitz], Gerusalemme: Keter, 1999.

Opere di Leibowitz pubblicate in italiano:
- La fede ebraica, Giuntina, 2001.
- Lezioni sulle Massime dei Padri e su Maimonide, Giuntina, 1999.
- Le feste ebraiche e il loro significato, Jaca Book, 2010.

## Metodologia

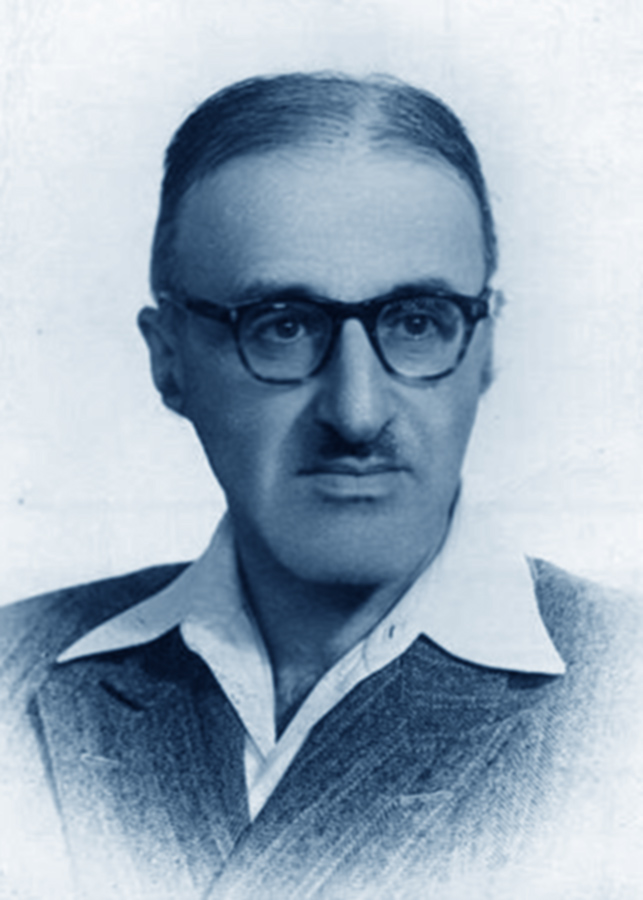
Leibowitz negli anni 1930

Nel suo scritto del 1953 "Mitzvot Ma'asiyot" (di cui una versione successiva è stata tradotta col titolo “Religious Praxis” in Judaism), simultaneamente la dichiarazione più succinta della sua filosofia e il suo saggio più ampio che prefigura molto di ciò che sarebbe andato a scrivere nel corso di tutta la sua carriera, Leibowitz asserisce di non essere interessato ad "elaborare una giustificazione filosofica o razionale per le mitzvot (comandamenti)", ma invece ad espandere il "loro significato per la religione ebraica come la viviamo". Infatti, mentre alcune delle idee di Leibowitz sono certamente tratti dalla filosofia della religione e più ad essa pertinenti, i suoi scritti sono molto specificamente diretti a dare una esposizione filosofica dell'ebraismo e in particolare delle mitzvot che sono al suo centro. "Esposizione", tuttavia, potrebbe sembrare un termine fuorviante da utilizzare, dato che la prima versione ebraica pubblicata di questo suo scritto si apre con alcune osservazioni metodologiche introduttive "progettate per guidare l'argomento", in cui egli afferma che l'argomento "e non l'esposizione - dovrebbe essere il punto principale della nostra discussione". I segnali contrastanti di Leibowitz qui indicano limiti importanti di cosa Leibowitz si proponga di raggiungere. Mentre è certamente attento ad una corretta comprensione o descrizione del significato della pratica ebraica, lo fa comunque nel contesto della sua interpretazione, che tuttavia, per comprendere cosa costituisca un argomento, deve essere intesa piuttosto strettamente e "scientificamente".
Data la sua formazione scientifica, Leibowitz "argomenta" sulla base di prove empiriche (più spesso storiche) per tirare le sue conclusioni in merito, ad esempio, alla centralità delle mitzvot nell'ebraismo ad esclusione del misticismo, della filosofia, o del dogma. Tuttavia, per gli stessi motivi positivistici, non è disposto a lanciare "argomenti" paralleli al fine di giustificare pratiche specifiche o addirittura la pratica ebraica nel suo complesso. Quindi, se ci si aspetta di trovare un argomento che giustifichi il modo halakhico di vita mediante il ragionamento sillogistico partendo da principi fondamentali alla maniera del grande filosofo ebreo medievale Mosè Maimonide, si rischia di essere delusi. Ciò che invece si riscontra, in linea con molta filosofia ebraica contemporanea, è il resoconto di un ebreo del significato della fede nell'ebraismo, come inteso dall'interno di tale tradizione, anche se con implicazioni che ne esulano. Tuttavia, a differenza di alcuni dei più noti filosofi ebrei del ventesimo secolo, Leibowitz insiste sul fatto che l'unico strumento affidabile che possiamo utilizzare al fine di indagare il significato della fede è il ragionamento discorsivo. Così Leibowitz argomenta non solo storicamente, ma anche nel senso di utilizzare gli strumenti del discorso filosofico razionale, per riportare le implicazioni di certe posizioni alle loro logiche conclusioni.
Piuttosto che definire la sua filosofia in maniera completa nella forma di un sistema basato su premesse fondamentali, Leibowitz generalmente ha scritto brevi articoli dedicati a temi specifici. È comunque giusto dire che vi è un unico asse attorno al quale ruota il suo pensiero e al quale molti dei suoi punti di vista possono in definitiva essere ricondotti - la trascendenza radicale di Dio. Quanto segue propone una comprensione iniziale della trascendenza di Dio come argomentata da Leibowitz, che ci consente di procedere poi alla sua concezione della teologia, della Scrittura, della fede ebraica, dell'etica e, brevemente, della politica – concezioni che in ultima analisi si snodano per ritornare a quella idea fondamentale. Mentre saranno notati occasionalmente gli sviluppi ed i cambiamenti del suo pensiero, in particolare nella sezione politica, nel complesso si esamineranno le sue opinioni mature poiché, come Hannah Kasher dell'Università Bar-Ilan ha sostenuto, anche nelle traduzioni inglesi dei suoi primi saggi in ebraico (del 1992) si riflettono punti di vista successivi.

## Dio e teologia

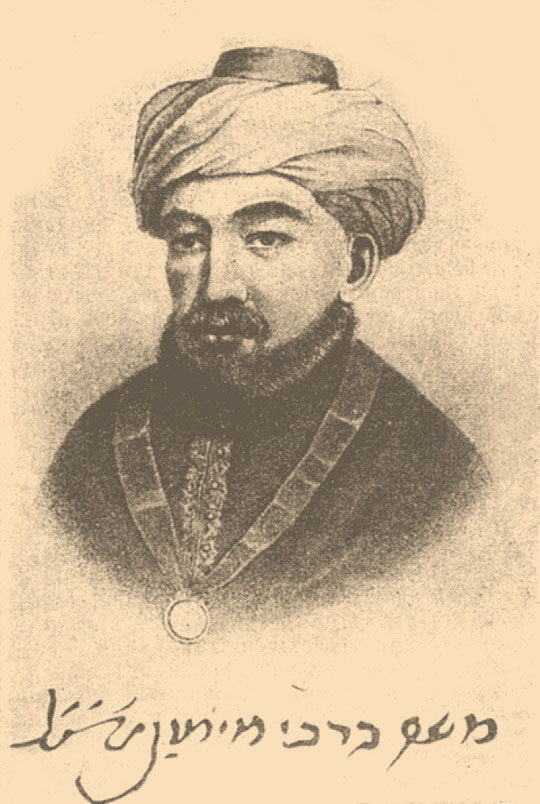
Mosè Maimonide (1138–1204)

Secondo Leibowitz, l'idea centrale del monoteismo ebraico è la trascendenza radicale di Dio, una visione che è stata precedentemente sostenuta in un'esposizione assolutistica dal suo eroe filosofico, Maimonide. Rimandare la discussione del suo status logico preciso e accettare provvisoriamente che "Dio è radicalmente trascendente" è una dichiarazione cognitiva per Leibowitz – una prima formulazione generica del suo significato sarebbe che Dio è un'entità esistente che è assolutamente incomparabile a qualsiasi altra forma di realtà che si possa eventualmente incontrare.
Seguendo la teologia negativa di Maimonide, Leibowitz afferma che non siamo in grado di fare dichiarazioni significative che possano pretendere di descrivere Dio. Qualsiasi tentativo di parlare di proprietà o le caratteristiche divine trascende i limiti del pensiero e del linguaggio umani. In buon modo kantiano, o anche alla maniera positivista, le categorie umane di pensiero solo ottengono una qualsiasi validità solo nel contesto umano nel quale sono formulate. Non si può assumere che mantengano il loro significato se applicate al di là dei confini della possibile esperienza umana. Naturalmente, questo dipende dall'ulteriore affermazione che Dio non è un possibile oggetto di tale esperienza umana, punto sul quale Leibowitz procede rapidamente. Poiché un affidamento approfondito all'idea della trascendenza radicale di Dio produce una serie di importanti conclusioni ontologiche che vanno oltre il punto semantico fatto finora. Per Leibowitz, l'idea della trascendenza radicale, se presa seriamente, implica che Dio non può essere "contenuto" all'interno di una qualsiasi realtà che incontriamo. La natura è natura, la storia è storia, e se Dio è veramente trascendente, nessuna delle due sono Dio né connesse a Dio in nessun senso diretto. Così, in un momento autoconsapevole, se non addirittura autoironico, Leibowitz espone la sua "eresia" (come egli stesso la chiama) così: "Dio non ha rivelato se stesso nella natura o nella storia" (Yahadut, p. 240) Se le cose fossero andate diversamente, allora la natura e la storia sarebbero "divina" — e quindi sarebbero perfette e degne esse stesse di adorazione. Non ci sarebbe "spazio per 'il santo Dio' che trascende la realtà naturale, poiché allora la realtà stessa è divina e l'uomo stesso è Dio" (Judaism, p. 25).
Per Leibowitz, l'unica alternativa a questa interpretazione è una forma di panteismo — l'attribuzione della divinità in un certo senso agli oggetti naturali — un'idea che egli ammette trova "echi... nel misticismo ebraico" e che è quindi "incompatibile con l'ebraismo halakhico" (Judaism, p. 26). L'idea che qualsiasi oggetto materiale possa essere santo è qualcosa che, agli occhi di Leibowitz, è la definizione finale di idolatria, che potrebbe condurre al culto di persone, di oggetti o - in modo significativo per il suo tipo di sionismo - di terre. Al contrario, sebbene potrebbe sembrare paradossale a prima vista data la sua visione del panteismo, Leibowitz qui assume un approccio quasi spinoziano della natura. Per Leibowitz, prendere seriamente la trascendenza di Dio implica l'eliminazione di credenze superstiziose in entità sacre con doti soprannaturali, e quindi una demitizzazione spinoziana del mondo naturale. Ma mentre Spinoza è disposto a parlare di "Dio o natura", per Leibowitz il mondo naturale deve essere purificato da ogni traccia della divinità: divinità - o santità - è una nozione che Leibowitz conserva come termine da utilizzare in connessione con il Dio che supera radicalmente la natura, senza residui.
Deprivare il mondo dalla divinità non si limita per Leibowitz al mondo naturale. La storia, come la storia del genere umano nel mondo naturale, non può più comportare un significato divino quanto non lo può un oggetto materiale. L'idea che ci sia uno scopo divino nella storia, che Dio eserciti una qualche forma di provvidenza sull'umanità, sarebbe allo stesso modo contraddire l'idea della trascendenza di Dio ed è quindi un concetto senza fondamento per Leibowitz, per il quale "un esame imparziale della storia dell'umanità e degli ebrei come riferito nella Bibbia non rivelerà in tutto il suo processo... un qualsiasi disegno o direzione ben precisa, né un approccio graduale verso un obiettivo specifico" (Judaism, p. 102).
Sulla base di queste osservazioni, si vede subito che il pensiero di Leibowitz è privo di molto di ciò che passa per tradizionale teologia ebraica o teologia generale. La fede non può essere formulata su proposizioni che parlano di Dio e del suo rapporto provvidenziale con l'universo. La santità è limitata a Dio e non può essere predicata in nulla di ciò che esiste al mondo (il che, per inciso, spiega anche la sua opposizione a qualsiasi interpretazione etnocentrica dell'idea di "elezione" sulla base di alcune "proprietà" intrinseche di santità che gli ebrei erediterebbero). Qualsiasi attribuzione di santità ad oggetti che possono essere nominati nei testi ebraici è da intendersi come attribuzione di santità funzionale piuttosto che santità essenziale per l'oggetto in questione.
Il Dio di Leibowitz non è un Dio provvidente; la storia non ha teleologia – e non troviamo tentativi di teodicea in Leibowitz. A differenza di molti filosofi ebrei contemporanei, l'Olocausto merita a mala pena una menzione nei suoi scritti filosofici, a parte quella di escluderlo dalla discussione teologica. Un impegno profondo alla trascendenza non può permettere un Dio che sia coinvolto nelle vicende umane. Coloro che vorrebbero metterlo in discussione, anzi coloro che hanno perso la propria fede in Dio come conseguenza di Auschwitz "non credevano mai in Dio, ma nell'aiuto di Dio... [poiché] chi crede in Dio... non lo relaziona alla fede nell'aiuto di Dio" (Accepting the Yoke, p. 21).
Per Leibowitz, questo è il risultato diretto di portare il proprio impegno verso la trascendenza radicale di Dio alla sua logica conclusione. Leibowitz afferma che una cosa è accettare a parole l'idea della trascendenza divina. Ma se Dio è veramente trascendente, allora non possiamo associare a nessun livello la nostra realtà con quella di Dio. L'unica affermazione che possiamo fare per quanto riguarda Dio — che è radicalmente trascendente — può essere concretizzata ulteriormente solo chiarendo come Dio non sia qualcosa che possiamo incontrare nell'esperienza umana ordinaria, o persino in quella straordinaria. Che Leibowitz qui vada al di là anche di Maimonide è ben chiaro, in quanto Maimonide, anche se non parla delle proprietà intrinseche di Dio, parla però delle sue "azioni", che è come parlare del corso della natura, di cui Dio è la causa prima. Eppure per Leibowitz anche questo sarebbe trasgredire i limiti ai quali la nozione di trascendenza radicale ci lega. Asserire che la natura riflette le azioni di Dio, rende Dio immanente nella natura, e quindi non più trascendente. Sia da un punto di vista semantico che ontologico, dunque, Leibowitz porta il concetto di trascendenza di Dio al di là perfino del proprio "idolo" filosofico.

## Interpretare le Scritture

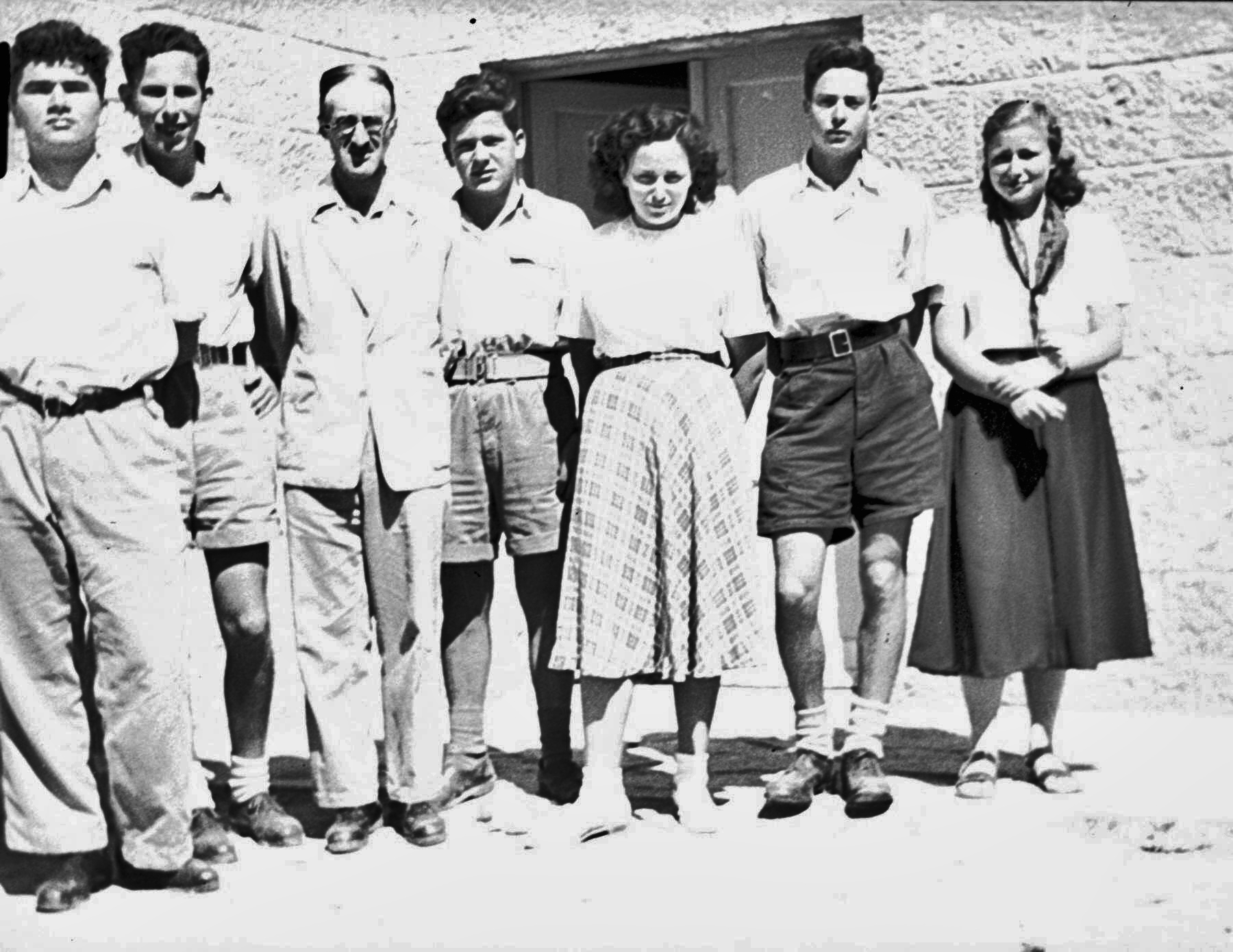
Leibowitz (3º da sinistra) ed i suoi studenti (Gerusalemme, Beit HaKerem ca. 1947)

Leibowitz inizia con una definizione di Dio e trae le sue implicazioni di come dobbiamo concepire il mondo da una prospettiva ebraica. Ma dove trova questo punto di partenza? Testualmente parlando, si potrebbe pretendere di trovare la base della trascendenza radicale di Dio in vari versetti biblici e dichiarazioni tratte dalla tradizione ebraica più in generale, ma non meno di quanto si possano trovare citazioni che mettono in discussione questo resoconto del rapporto di Dio con la natura e con la storia - come Leibowitz stesso più volte riconosce. In effetti, qualsiasi semplice lettura delle Scritture ebraiche sembrerebbe suggerire un Dio strettamente coinvolto con storia e natura. La lettura di Leibowitz delle Scritture si basa quindi su un particolare approccio ermeneutico al Tanakh.
La definizione di Leibowitz del Tanakh come Sacra Scrittura sembrerebbe metterlo atipicamente in territorio incontrovertibile. Ma cosa significa, per Leibowitz, accordare al Tanakh questo stato e come deve essere interpretato? Per semplicità, ci concentreremo per ora sulla Torah, la costituzione fondatrice dell'ebraismo e la parte più autorevole del Tanakh. Tradizionalmente, si riteneva che: 1) La Torah è la parola di Dio come dettata a Mosè; 2) contiene sia la storia dell'antico Israele e le leggi eternamente valide che vincolano il popolo ebraico, le mitzvot. Sebbene entrambe le affermazioni siano contestate da correnti moderne dell'ebraismo, Leibowitz è molto critico di tali correnti, identificandosi con l'ebraismo ortodosso entro il quale questi comandamenti di solito rimangono principi fondamentali. Eppure la sua visione delle Scritture è ad una certa distanza dall'immagine tradizionale.
Mentre molti tradizionalisti leggono la Torah come contenitrice della preistoria dell'ebraismo, se non del mondo, e quindi come piena di affermazioni fattuali che insegnano tali informazioni, Leibowitz non può accettare questa interpretazione. Partendo da un punto epistemologico di base, la formazione scientifica di Leibowitz e la sua vocazione lo hanno portato ad adottare un approccio positivistico alle affermazioni di conoscenza. Quindi scrive che "la nostra fonte di informazione è la scienza. Nella misura in cui siamo in possesso di una qualsiasi conoscenza reale, questa ci proviene per via di cognizione scientifica" (Judaism, p. 136). Tuttavia, data la trascendenza di Dio, non ci può essere nulla di santo nella storia o nella natura, o nelle informazioni che forniscono. Così, se la Torah fosse un libro di storia o un trattato che dettagli la scienza dell'universo — e naturalmente la Torah è spesso letta come se dia almeno un resoconto delle origini dell'universo — "sarebbe difficile vedere dove [la sua] sacralità risieda" (Judaism, p. 140). La Torah non può essere un libro sacro, se ci insegna informazioni che sono per definizione (di Leibowitz) profane.
Peraltro questo significa che le affermazioni effettive che incontriamo prima facie non devono assolutamente essere lette come tali. La Torah non è un'opera di fatti che contengono verità che possiamo ottenere attraverso procedure epistemiche standard. Si tratta piuttosto di un'opera sacra, un'opera che interessa la sfera del religioso. Leibowitz non si interessa quindi al reiterato enigma medievale in materia di fede e ragione. Mentre per i suoi antenati ebrei medievali ragione e rivelazione erano in competizione per lo stesso territorio — mettendole a confronto una ad esclusione dell'altra — Leibowitz è ben felice di dare il vantaggio alla ragione, senza preoccuparsi che questa invada il territorio della rivelazione e viceversa. La Torah come opera sacra si occupa del regno del sacro e non dovrebbe essere un deposito di verità proposizionali di storia o scienza. Ciò che invece produce è "la richiesta fatta dall'uomo di adorare Dio" ( ebraismo , 136 ). La Torah è la fonte della comandamenti — le mitzvot — che sono il modo in cui gli ebrei devono servire Dio (Judaism, p. 136).
In un certo senso, questa ermeneutica serve bene Leibowitz, permettendogli di aggirare le obiezioni testuali alla sua lettura antiprovvidenziale della Torah nel sostenere che gli apparenti riferimenti al ruolo di Dio nella natura o nella storia non sono più da intendersi come fatti, ma piuttosto come espressione di qualcosa sull'essenza dei nostri obblighi verso Dio. Allo stesso modo, storie di individui non devono essere interpretate nel loro contenuto storico, ma per quello che insegnano circa il carattere degli obblighi religiosi. Si richiede inoltre una lettura non intuitiva di gran parte delle Scritture, in particolare le storie di individui che sono certamente presentati come se fossero in un certo senso storici e che negli ultimi libri dei Profeti sono sicuramente storici in parte. Eppure Leibowitz insiste che, nel tentare l'impossibile – parlare di Dio – la Torah usa necessariamente varie forme letterarie suscettibili di comprensione umana, ma che comunque "dal punto di vista della fede religiosa , la Torah e la totalità della Sacra Scrittura deve essere concepita come un'istanza che trascende il campo della cognizione umana... un'istanza trasmessa in varie forme di espressione umana: prescrizioni, visione, poesia, preghiera, pensiero e narrazione" (Judaism, p. 140).
Questo non esclude in linea di principio la possibilità di storie che sembrano contenere in parte informazioni storiche. Le narrazioni scritturali potrebbero a volte coincidere con fatti storici, sebbene ciò debba essere oggetto di verifica indipendente in base a criteri epistemici standard. Ma anche tenendo conto di questa possibilità, il significato storico sarebbe puramente accidentale. Tali fatti non assumerebbero un significato sacro in virtù di quella fatticità, ma piuttosto a causa del loro impartire un messaggio sacro astorico. La Torah, in quanto Sacra Scrittura, non può essere letta come un deposito di fatti storici. Leggerlo "dal punto di vista della fede religiosa", è leggerlo per le esigenze che esso ci impone.
Ciò nonostante, data l'interpretazione di Leibowitz sulla trascendenza di Dio, è chiaro che le interpretazioni sacre e storiche del testo si escludono a vicenda quando si tratta di riferimenti all'"intervento" di Dio in storia e/o natura. La particolare ermeneutica di Leibowitz, gli permette di negare che la Torah ci insegni qualcosa sull'intervento reale di Dio nella natura o la sua regia della storia, dal momento che dichiarazioni apparentemente effettive a tal fine nella Torah non sono da intendersi come tali, ma piuttosto in termini dei messaggi normativi in esse contenuti. Qui appare con forza la priorità che Leibowitz dà alla sua comprensione della trascendenza di Dio, costringendolo a prendere questa posizione ermeneutica. Solleva tuttavia la questione della comprensione da parte di Leibowitz dello status divino della Torah. Poiché, se non possiamo parlarn come rivelazione divina in un qualsiasi senso storico, dove risiede allora la sua divinità? Leibowitz, pienamente consapevole del problema, sostiene che è la Torah Orale che stabilisce la condizione divina della Torah scritta.
L'insegnamento tradizionale ebraico sosteneva che, nello stesso momento che Dio ha trasmesso la Torah scritta, Egli ha trasmesso un insegnamento orale a Mosè, che non doveva essere trascritto. Questo insegnamento orale si sviluppò in quell'opera a molteplici strati che venne infine redatta come Talmud alla fine del VI secolo, che è stato la fonte del complesso sistema pratico di leggi - l'Halakhah - che hanno retto la vita ebraica fino al XIX secolo e continua strutturare la vita degli ebrei ortodossi contemporanei. Leibowitz sostiene che "religiosamente e da un punto di vista logico e causale la Legge orale, l'Halakhah, è precedente all'Insegnamento Scritto" (Judaism, p. 12), e quindi è la Torah Orale che concede lo status divino alla Torah scritta:
(Judaism, p. 12)
Leibowitz ammette che ciò produce inevitabilmente un ragionamento circolare per cui la divinità della Torah Scritta è stabilita dalla Torah Orale, che a sua volta ottiene la propria autorità solo sulla base della Torah Scritta, che viene utilizzata per supportarla. Più significativamente Leibowitz sottolinea ancora una volta che la Torah Orale è un prodotto umano. Si finisce quindi con gli esseri umani che stipulano che la Torah Scritta è divina, una stipulazione, però, che ha solo autorità sulla base delle dichiarazioni della Torah Scritta che precisa che si devono seguire le parole dei saggi umani. A rafforzare la circolarità, questa lettura dei rispettivi versi della Torah è di per sé una interpretazione dei saggi.
Leibowitz sostiene, quindi, che possiamo dire una cosa su Dio – che Egli è radicalmente trascendente, una dichiarazione il cui contenuto si esaurisce nella negazione di divinità a qualsiasi altra realtà. Consentendo tale negazione di ogni teologia positiva che relazioni Dio a storia o a natura, troviamo soltanto una cosa a cui possiamo ancora collegare la divinità, cioè la Scrittura. Tuttavia, la questione più fondamentale che riguarda se o meno Dio abbia rivelato la Torah in un qualsiasi senso storico, viene ad essere risolta negativamente da Leibowitz, come indicato da Statman 2005 (p. 60) e da Sagi 1997a (p. 213): Leibowitz ci lascia con un resoconto circolare della divinità della Scrittura, che in ultima analisi non sembra in grado di sfuggire alla sua dipendenza dalla decisione umana.

## Fede ebraica e Legge ebraica
L'approccio "top-down" della teologia di Leibowitz esaminato finora pone dei limiti estremi su ciò che si può dire o sapere su Dio, ma non produce un resoconto costruttivo della natura della fede ebraica. La sua formulazione positiva procede, pertanto, da una direzione del tutto diversa. Adottando un approccio più "bottom-up" metodologicamente parlando, Leibowitz utilizza un argomento storico nel definire la fede ebraica, sostenendo che nel corso della storia, almeno fino all'emancipazione degli ebrei europei a partire dalla fine del XVIII secolo, l'ebraismo è stato definito mediante l'osservanza della pratica ebraica, dei comandamenti della Torah stessa, e il successivo sviluppo di questi comandamenti in un sistema onnicomprensivo della Legge ebraica, o Halakhah. Qualsiasi definizione di fede ebraica deve quindi concentrarsi sulla pratica ebraica, sulle mitzvot che hanno governato la vita quotidiana degli ebrei fino ai tempi moderni. Inoltre, il concetto di fede leibowitziano non permette eventuali superfetazioni teologiche, siano esse mistiche o filosofiche, che pretendessero di definirlo. La teologia ebraica attraverso i secoli si è sempre adattata alle correnti filosofiche o mistiche prevalenti, ed è vista da Leibowitz come "episodica e fugace" Judaism, p. 8). Che l'impalcatura concettuale fosse la Cabala o la filosofia razionalista, l'ebraismo "non è mai stato dipendente da qualche filosofia specifica, o etica, o visione del mondo, o teologia" Judaism, pp. 8-9), sebbene sia il misticismo e non il razionalismo che, insieme all'Ebraismo riformato, egli classifica come una delle "due grandi distorsioni della fede ebraica" Judaism, p. 111).
Questo resoconto storico si fonde anche con il punto di partenza teologico di Leibowitz. Data la trascendenza di Dio, sappiamo che la sfera della realtà naturale o storica non può essere santa. La fede non può quindi essere "una conclusione che una persona può raggiungere dopo aver ponderato certi fatti del mondo", e invece è "una decisione valutativa che si fa e, come tutte le valutazioni, non risulta da alcuna informazione acquisita, ma è un impegno a cui ci si vincola" (Judaism, p. 37, corsivo aggiunto). La fede ebraica, dunque, piuttosto che consistere di credenze propositive in materia di Dio su cui si basa la l'osservanza halakhica basilare, è invece fondata sulla decisione valutativa di impegnarsi proprio in quel sistema di osservanza. Per Leibowitz sone le mitzvot stesse "che delimitano la sfera del sacro... [e] qualsiasi cosa al di fuori di tale sfera manca di santità e non è degna di adorazione religiosa" Judaism, p. 25).
Tale asserzione del primato della pratica non è univoco per Leibowitz, essendo stato recentemente resuscitato da studiosi come Menachem Kellner (2006) e Kenneth Seeskin (1990). Steven Schwarzschild memorabilmente lo ha definito "il risvolto ebraico" che a suo parere i pensatori ebrei avevano applicato da tempo immemorabile ai sistemi di pensiero con cui si confrontavano per assimilarli parzialmente ad un contesto filosofico ebraico. Ma Leibowitz dà a questa idea la sua formulazione più estrema.
Normalmente si potrebbe supporre che l'impegno alla pratica del modo halakhico di vita sia un atto mentale specificabile indipendentemente e alcune dichiarazioni che Leibowitz fa nei suoi primi scritti, vestigia che rimangono in alcune formulazioni successive meno attente, potrebbero sembrare suggerirlo. Tuttavia, per Leibowitz la fede non è uno stato psicologico specificabile indipendentemente. Infatti egli castiga coloro che "vogliono distinguere uno specifico contenuto psicologico-concettuale della coscienza religiosa dalla sua concreta personificazione istituzionalizzata" (Judaism, pp. 38). Leibowitz non ci permette di individuare un particolare stato psicologico che costituisca questo impegno, e correlativamente è molto critico degli approcci mistici all'ebraismo, che ruotano intorno a putative esperienze religiose. Una religione dedicata alla pratica halakhica "non dipende dall'incidenza dell'esperienza religiosa " (Judaism, p. 13), che è un semplice "abbellimento" della pratica halakhica. Infatti, "l'obiettivo della vicinanza a Dio è irraggiungibile" (Judaism, p. 16).
Chiaramente per Leibowitz il problema di specificare una base psicologica a questo impegno è la definizione di ciò che sarebbe il contenuto di questo atto mentale. A cosa mi impegno? La risposta naturale è che ci siamo impegnati a adorare Dio. Ma ogni tentativo di sviluppare questa affermazione ulteriormente ci porta a trasgredire i limiti della cognizione umana secondo Leibowitz. La proposizione "Io sono impegnato con Dio" non è aperta ad ulteriori elaborazioni, se Dio è al di là delle nostre categorie di linguaggio e pensiero. La fede in Dio per Leibowitz non può essere formulata proposizionalmente, ma può essere impostata solo in un impegno per un particolare modo di vita, che può essere espresso esclusivamente dalla subordinazione al regime della pratica halakhica. Siamo quindi rimandati alla mera pratica stessa come contenuto della nostra fede piuttosto che sintomo di un certo impegno psicologico specificabile indipendentemente. Si rivela allora che "la fede [ebraica] non è altro che il suo sistema di mitzvot, l'incarnazione dell'ebraismo" (Judaism, p. 38), corsivo aggiunto). La fede ebraica è equivalente all'osservanza delle mitzvot senza nient'altro; il concetto è esaurito dalla pratica delle mitzvot. Punto e basta.
Questa contrazione della fede in una definizione comportamentale significa che l'osservanza halakhica stessa costituisce una fede che non può essere identificata indipendentemente da questa pratica, che Leibowitz concede potrebbe creare l'apparenza di paradosso:
(Judaism, p. 11)
Asa Kasher, un neo-leibowitziano, ha sostenuto che Leibowitz qui non presenta affatto un paradosso, ma invece una forma di circolo discusso nelle sezioni precedenti (A. Kasher 1976). Leibowitz in risposta ammette che non c'è paradosso, ma sottolinea che non importa quante volte si va intorno al circolo, l'impegno definitivo alla vita delle mitzvot deve provenire da oltre il circolo, dall'impegno conativo – piuttosto che cognitivo – impegno che va oltre la ragione. Qui l'interpretazione di Leibowitz — che la pratica dell'Halakhah costituisce la fede, mentre la fede è la base della pratica — in ultima analisi può essere suddivisa nelle seguenti due affermazioni:
- Affermazione 1:

La fede è definita o costituita dalla pratica halakhica
- Affermazione 2:

La fede, definita come pratica halakhica, è la base della fede nella pratica.
L‘Affermazione 1 è semplicemente l'affermazione teologica/empirica discussa sopra. Nell‘Affermazione 2, il punto di Leibowitz sembra essere che, mentre si può desiderare di sostenere che la propria pratica si fondi su una fede indipendentemente determinabile, come la convinzione che Dio abbia dato questi comandamenti al popolo ebraico, in effetti l'immersione nella pratica halakhica precede qualsiasi versione riflessiva di una tale convinzione, cosicché il proprio impegno non si basa su quella convinzione in un qualsiasi senso significativo. In quanto esseri in grado di riflettere profondamente sul nostro impegno nelle nostre pratiche, siamo già coinvolti e formati da esse.
Come argomento giustificativo per impegnarsi nella pratica, ciò potrebbe davvero creare un'impressione di circolarità — sebbene gli argomenti circolari non siano né formalmente invalidi, né paradossali , ma "soltanto" poco convincenti. Leibowitz, tuttavia, enfatizza ancora una volta che non sta cercando di "giustificare" i comandamenti. Pensatori ebrei medievali credevano che fosse possibile "giustificare" l'ebraismo facendo ricorso a standard universali. Così, prendendo Maimonide come esempio, se la verità è lo standard, allora l'ebraismo è chiaramente la religione più razionale, poiché è un esemplare o mezzo superiore per raggiungere la verità, rispetto alle altre alternative monoteistiche. Se si dovesse cominciare da un punto di vista neutrale, un essere razionale in quanto razionale potrebbe, in linea di principio, essere convinto della superiorità dell'ebraismo. Ma questa idea di un punto di partenza neutrale da cui si possa valutare tutte le alternative razionali è un'idea che Leibowitz rifiuta. La congettura che, quali esseri razionali completamente formati, noi si possa essere in grado di esaminare senza pregiudizio i vari modi di esistenza pratica e decidere a favore di quella più razionale, è respinta da Leibowitz. Quando si tratta di fede, Leibowitz dichiara:
(Judaism, p. 37)
Qui è dove Leibowitz ammette i limiti del razionalismo quando è inteso come la tesi metafisica che il mondo è intelligibile "fino in fondo". Il mondo ed i nostri impegni in esso contenuti non sono razionali fino in fondo. Ma una volta che abbiamo determinati impegni, come ogni persona ha nel momento in cui comincia a rifletterci, le nostre facoltà razionali sono gli unici strumenti per esplorarli, sebbene non nella speranza che tale riflessione possa produrre significati che convincano tutti gli esseri razionali ad impegnarsi in una tale pratica. E se poi ci chiediamo il motivo per cui impegnarsi, ce lo stiamo chiedendo troppo tardi, assumendo la posizione teorica verso la fede che Leibowitz sostiene esser messa in dubbio dall'ebraismo.
Così la tesi di Leibowitz che la fede si basa sulla pratica halakhica e allo stesso tempo è costituita dalla pratica halakhica sembra essere più una fenomenologia della fede ebraica che una giustificazione per fede, come ci si potrebbe aspettare da sue dichiarazioni metodologiche. Proprio come Aristotele riteneva che l'azione virtuosa precede l'acquisizione delle virtù,così il nostro impegno nelle mitzvot – o almeno l'impegno cosciente che facciamo come esseri pensanti – è preceduto in modo analogo dalla partecipazione a tali pratiche halakhiche. E proprio come per Aristotele è solo quando abbiamo acquisito le virtù che i relativi atti diventano veramente virtuosi, allo stesso modo le azioni halakhiche vengono intese come atti di fede religiosa solo quando uno è consapevole del proprio impegno religioso nel compierle. Da questa prospettiva, si potrebbe anche sostenere che il circolo diventa un circolo virtuoso, poiché la pratica che è alla base della fede e che in ultima analisi costituisce tale fede, effettivamente rafforza la fede stessa – il circolo pratico è convincente in un modo che il circolo di giustificazione logica non lo è.
Vi è un senso in cui ciò rende qualsiasi impegno in un sistema di valori un'espressione di fede, piuttosto che il risultato di una riflessione razionale. Ma allora cosa lo contrassegna come specificamente religioso? Ciò che lo contrassegna come fede ebraica è semplicemente che è la forma ebraica di vita, quella che deriva da fonti specificamente ebraiche e ha una storia specificamente ebraica. Affinché sia religiosa richiede però che Leibowitz, a differenza di un esperto di etica secolare, mantenga almeno l'impegno ontologico che esista una entità che possiamo chiamare Dio, al quale le pratiche halakhiche sono dirette. A questo punto, pertanto, si vorrebbe che "Dio è radicalmente trascendente" rimanga una dichiarazione cognitiva. Le mitzvot sono "sante" solo in quanto costituiscono santità poiché sono comandamenti di Dio. È in questo modo che tale pratica può costituire fede.
Eppure, come affermato in precedenza, Leibowitz non può interpretare le dichiarazioni della Torah in merito all'evento della rivelazione sul Sinai come affermazioni storiche. Quindi resta il problema di come un popolo possa esser stato "comandato" e che cosa esattamente sia stato "riconosciuto" là, se non è successo che ad un certo punto nella storia i comandamenti sono stati rivelati da Dio. Il problema del resoconto di Leibowitz è che le mitzvot sono in realtà attuate dagli esseri umani e quindi svolgono un ruolo nel mondo naturale. Come risultato, esse devono avere una storia. Possiamo almeno dire che ad un certo punto hanno fatto la loro incursione nella storia. Ma come? Se non attraverso qualche miracoloso evento rivelatore – possibilità che Leibowitz esclude – allora deve essere stato attraverso una qualche forma di iniziativa umana. Così, in parallelo all'attribuzione di divinità alla Scrittura, come osserva Sagi , "il sistema è reso religiosamente significativo dalla sua percezione da parte dei credenti come afferente al culto di Dio", mentre Dio discende in un requisito formale del sistema, "concetto supremo, che unisce il sistema e lo dota di significato religioso" (Sagi 1997a, p. 213). Anche se non è chiaro che questo riguardi Leibowitz, si dovrebbe notare che la semplice decisione istituzionale di categorizzare le mitzvot come sante non è una solida base per il recupero della loro divinità in un qualche senso che pacifichi quegli aderenti religiosi la natura della cui fede egli sta tentando di delineare.
Il tentativo di Leibowitz di escludere Dio dalla storia lo lascia così apparentemente inabile di spiegare la divinità dei comandamenti in modo tale da rendere la loro osservanza un impegno verso Dio nel senso ordinario della parola. Infatti , quando gli viene chiesto direttamente se l'affermazione "credo in Dio" sia significativa, la risposta di Leibowitz è: "Non comprendo queste parole se divorziate dagli obblighi che ne derivano... la fede in Dio non è ciò che so su Dio, ma quello che so dei miei obblighi verso Dio" (Sihot, p. 97). Il discorso sulla divinità non dovrebbe essere inteso cognitivamente ma in termini delle esigenze normative che esso impone. Anche parlare della rivelazione sul Sinai è da intendersi lungo queste linee - "Il significato della rivelazione sul Sinai è il riconoscimento del comando che ci è stato comandato" (Emunah, p. 154). Per Leibowitz la verità in ciò, fenomenologicamente parlando, è che l'impegno nella pratica non si basa su una fede iniziale in Dio. Parlare di Dio sopravviene dall'impegno alla pratica piuttosto che essere una sua giustificazione. In effetti, si formula sinceramente l'idea di star servendo Dio successivamente alla pratica. Così per Leibowitz, mentre sembra che il termine debba avere un referente, lo usiamo senza capirlo e senza averne bisogno. In omaggio a Wittgenstein, Leibowitz scrive: "Ciò che non può essere detto, è detto dalla religione della Torah e delle mitzvot" (Yahadut, p. 343) — o almeno da un impegno in loro a cui non può essere dato una specifica indipendente dalla loro pratica. Per Leibowitz, la realizzazione che emerge con l'asserzione di questo impegno rivela che di Dio non si può parlare come di un'entità che può essere situata in storia o natura e che dà i comandamenti ad un popolo in senso convenzionale. Infatti "lo scopo delle mitzvot è quello di educare l'uomo ad accettare che conoscere Dio e tenersi uniti a Lui consiste proprio nella pratica di questi precetti" (Judaism, p. 27). Di conseguenza, quando si pone la questione se ciò ci lasci con una idea abbastanza robusta su cui basare l'impegno religioso, Leibowitz afferma che quando coloro che praticano fanno tali domande, stanno già rincorrendo le proprie code. È solo dopo esserci impegnati nella pratica che riflettiamo, analizziamo e anche formuliamo l'idea che stiamo praticando per un impegno verso Dio. Leibowitz sembra concludere con una teologia del tipo "salto di fede", dove il salto è fatto a posteriori, quando ormai qualsiasi specifica indipendente uno cerchi di dare di questa nozione finisce trasgredendo i limiti che la trascendenza leibowitziana ha impostato su linguaggio e pensiero, oppure ricade in discorsi di impegno nella pratica. L'unico modo in cui si può caratterizzare la fede ebraica è attraverso il costante impegno nella pratica stessa, che costituisce pertanto tale fede.

## Il culto ed il significato delle mitzvot

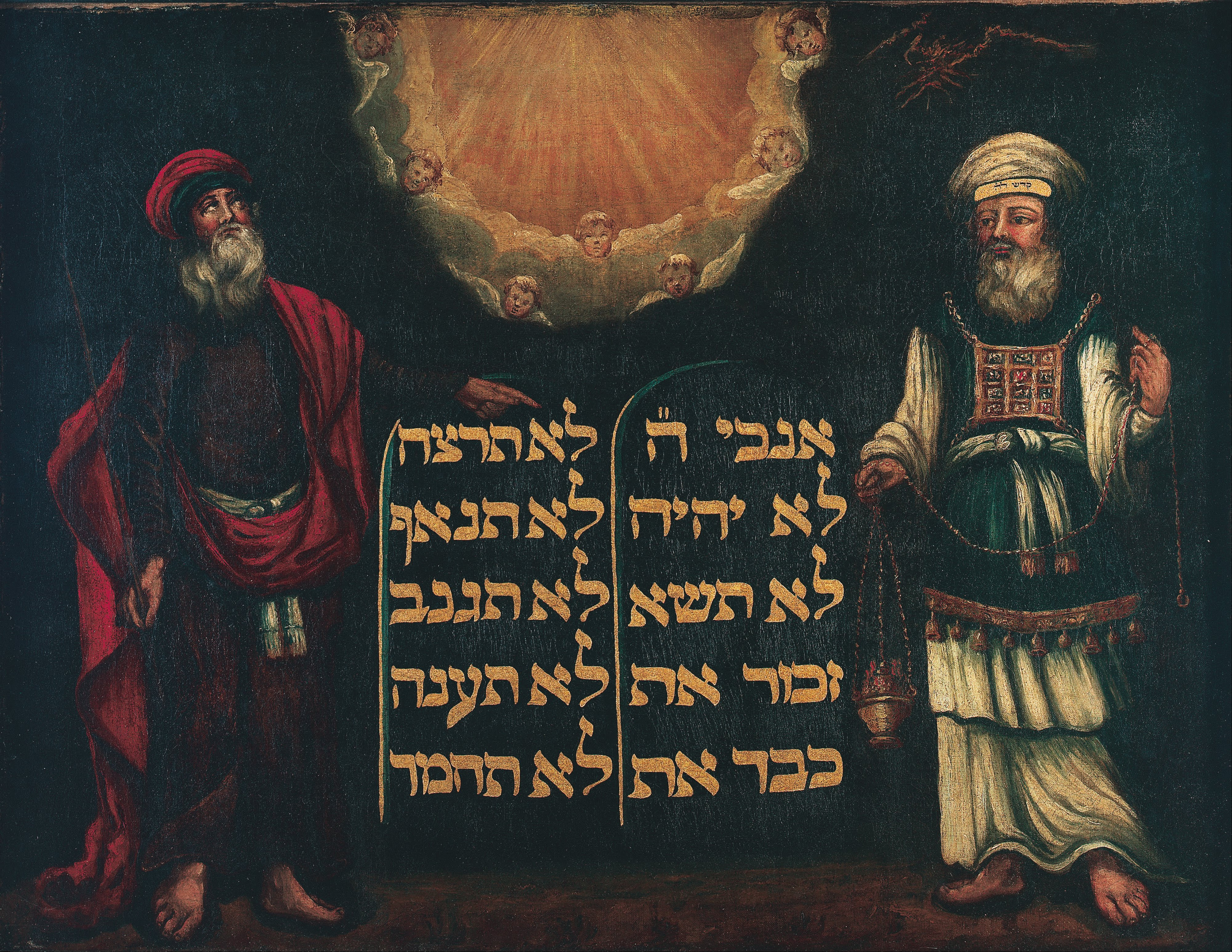
Mosè e Aronne con le Tavole dei Comandamenti (1692, Museo Ebraico di Londra)

Leibowitz non riesce a dare un senso alla divinità delle mitzvot sostenendo che Dio è semplicemente la loro fonte. Ma non sarebbe il primo filosofo ebreo a comprendere la divinità dei comandamenti in funzione del loro contenuto piuttosto che per la loro fonte storica - secondo molti studiosi, anche Maimonide basa la sua comprensione della divinità dei comandamenti sul loro essere un mezzo per raggiungere la perfezione umana piuttosto che su una qualche diretta esperienza storica di Dio. Dopo aver ridotto ogni discorso significativo su Dio e sulla fede alla pratica halakhica, si potrebbe quindi ricercare il significato della pratica in alcuni di tali segni di divinità, e in effetti Leibowitz ha molto da dire circa la natura delle mitzvot, in particolare per quanto riguarda i valori umani e sulla base di una distinzione talmudica fondamentale tra due forme di culto religioso: il culto che è "lishmah" (ebr. לשמה) o "di per se stesso", e il culto che è "non-lishmah" o "non di per se stesso".
Il culto che non è "lishmah" Leibowitz lo caratterizza in termini teleologici. Inizia con una serie di valori umani e credenze, e interpreta la religione come strumento per la realizzazione di questi valori. Così gli atti religiosi saranno derivati da questo insieme di valori, come quelli che meglio li esprimono. Questi valori, dunque, sono precedenti all'atto religioso, nel modo che la teoria etica utilitaristica dà la precedenza ad una definizione del bene e definisce l'azione giusta in termini di ciò che massimizza tale bene. L'azione religiosa è allora basilarmente motivata da bisogni umani e il problema di questo culto per Leibowitz è che rende Dio il servo dell'uomo. È quella che egli definisce "una religione confortante — un mezzo per soddisfare i bisogni spirituali dell'uomo e placare i suoi conflitti mentali. Il suo fine è l'uomo, e Dio offre i suoi servizi all'uomo". (Judaism, p. 14).
Rispecchiando un'ambivalenza che si ritrova nelle interpretazioni della tradizione ebraica per quanto riguarda tale culto, Leibowitz oscilla tra il riconoscere il culto "non-lishmah" come un vero e proprio culto sebbene in forma imperfetta e il non vederlo affatto come culto — anzi, vedendolo come idolatra nella sua riduzione del culto di Dio a culto dell'uomo, implicando quindi che l'uomo è santo. Filosoficamente parlando, il suo atteggiamento negativo può ancora essere fatto risalire al suo approccio rigorosamente scientifico del mondo e alle sue opinioni riguardanti la trascendenza di Dio. Per quanto riguarda il primo, Leibowitz respinge l'idea che esistano esseri umani ad un certo livello supra-naturale. In quanto creature di carne ed ossa, siamo governati dalle stesse leggi naturali del resto della natura. Gli esseri umani non hanno doti speciali che trascendono la loro natura fisica. Dato ciò, i bisogni umani non possono essere sacri e quindi il soddisfacimento dei bisogni umani non può essere lo scopo delle mitzvot. Partendo dall'opposto, dato che Dio è trascendente e non può essere collegato a nessuna forma di realtà concreta, tra cui la realtà umana, come potrebbe il soddisfacimento dei nostri bisogni, che sono una funzione della nostra umanità, costituire il culto di Dio? Dio deve essere il locus esclusivo del valore religioso, ad esclusione dei valori umani. L'uomo, in confronto, non è che umano e parte della natura. Così, mentre i filosofi ebrei medievali di solito prendono la dichiarazione di Genesi 1:27 che l'uomo è stato creato "a immagine di Dio" come se ponesse l'uomo su un piedistallo paragonandolo in qualche modo a Dio, Leibowitz prende il termine "immagine" nel suo senso platonico più prosaico, se non addirittura peggiorativo (Judaism, p. 90).
In netto contrasto con tutto questo, Leibowitz presenta l'idea del culto "lishmah", che è il segno di una religione esigente. Qui l'atto religioso precede qualsiasi gamma di necessità o valori umani. È caratterizzato da atti di culto richiesti da Dio, dove le richieste fatte, e le motivazioni per servirle, sono semplicemente così: sono le richieste di Dio. In questo senso l'uomo è "uno strumento per la realizzazione di un fine che trascende l'uomo... [che] serve il suo Dio lishmah — perché Egli è degno di adorazione" (Judaism, p. 14). In sostanza, l'ebraismo è una religione che richiede il servizio a Dio, non il servizio all'uomo. Le mitzvot, per Leibowitz, non sono pertanto basate sui bisogni e desideri umani poiché sarebbe come subordinare i valori di Dio ai valori umani, rendendo Dio uno schiavo dell'umanità e mettendo l'umanità al vertice di ogni valore. La maggior parte delle mitzvot per Leibowitz devono quindi essere "prive di senso se non come espressioni di adorazione. Non hanno alcuna utilità in termini di soddisfazione dei bisogni umani" (Judaism, p. 16). Così egli vede gran parte dell'Halakhah come costitutiva della "realtà" religiosa, piuttosto che come regolamentazione della realtà profana preesistente. Le leggi alimentari, per fare un esempio ovvio, non sono lì per regolamentare una qualche forma di realtà "spirituale" preesistente. La realtà è equivalente alla realtà fisica e le leggi alimentari non sono nulla di più (né di meno) di esigenze di culto che costituiscono una "realtà" halakhica, che è una realtà che non ha alcun referente là di se stessa.
Questa comprensione sui generis dell'Halakhah è importante se vogliamo capire l'arretramento di Leibowitz dai fatti ai valori nel campo della fede. Abbiamo visto che per Leibowitz parlare di qualsiasi realtà fattuale come divina impugna la trascendenza di Dio. Tuttavia ci si potrebbe chiedere perché parlare di Dio come fonte di valori all'interno del nostro mondo è un'intrusione sulla sua trascendenza. Il punto di Leibowitz è che Dio non è una fonte di valori all'interno del nostro mondo dal momento che l'Halakhah non è una funzione di nessun valore umano, anzi non è una funzione di nessun insieme di valori a cui abbiamo accesso indipendente. In questo modo Leibowitz conserva la trascendenza di Dio nella sfera valutativa degli impegni di fede in un modo che non è possibile nella sfera dei fatti. E se vogliamo poi basare la divinità delle mitzvot sul loro contenuto rispetto a qualsiasi evento storico di rivelazione, il contenuto delle mitzvot che le contraddistingue come divine è la loro stessa "mancanza di contenuto".

### Etica e religione
L'interpretazione di Leibowitz sulle mitzvot ha evidentemente importanti implicazioni per il rapporto tra etica e religione in generale e più in particolare per il rapporto tra etica e Halakhah. I valori religiosi non possono essere subordinati a valori etici che, in quanto dettati da interessi umani, per Leibowitz sono profani per definizione, e quindi egli trae una netta distinzione tra mitzvot e il campo dell'etica:
(Judaism, p. 18)
Leibowitz non nega che ci sia una vera e propria sfera del valore etico, e scrive che entrambe le concezioni teocentriche (religiose) e antropocentriche (kantiana) di valore sono "legittime" (Judaism, p. 208). Ma vede i valori etici distinti dalla sfera dei valori religiosi e sottolinea l'importanza di non confondere gli uni con gli altri. Alla stregua di Kierkegaard, Leibowitz sostiene che valori religiosi sono finali e se uno vuole servire Dio, tutti gli altri valori, inclusi i valori etici, devono essere subordinati al servizio di Dio, come dimostra la storia biblica di Abramo ed il (non) sacrificio di Isacco. L'etica, come Leibowitz nota, è la "categoria atea per eccellenza" (Judaism, p. 18), ponendo l'uomo al vertice dei nostri valori al posto di Dio.
Molto è stato detto delle somiglianze formali tra l'approccio di Leibowitz alle mitzvot e l'etica kantiana, data la natura categorica sia dell'imperativo etico che di quello halakhico, nessuno dei quali può essere un mezzo strumentale per fini al di là dei rispettivi doveri stessi. Entrambi enfatizzano il "culto lishmah" - solo che l'etica kantiana "adora" l'uomo "lishmah" o come un fine in se stesso, mentre la religione adora Dio. Inoltre, come per gli imperativi morali kantiani, il risultato dell'agire su imperativi religiosi per Leibowitz è l'autonomia. Ma mentre per Kant l'azione etica è autonoma in quanto si tratta di una liberazione della nostra ragion pratica, per Leibowitz ciò significa che l'azione etica non è espressione dell'autonomia umana, ma della nostra schiavitù alla nostra natura propria. Per Leibowitz l'uomo è semplicemente una parte della natura come qualsiasi altra parte, e quando agisce in conformità a tale natura l'uomo "non è in effetti nient'altro che un robot attivato dalle forze della natura, proprio come il bestiame al pascolo, che è 'libero da Torah e mitzvot', cioè da qualsiasi legge imposta dall'esterno" (Judaism, p. 21).
Sebbene la retorica abbia forse la meglio su Leibowitz nel paragonare l'uomo che agisce per sua natura ad un animale che agisce per sua natura, il punto incompatibilista centrale di Leibowitz è che la libertà non può essere una funzione di agire secondo la propria natura, se la natura dell'uomo "è solo l'ultimo anello di una catena causale delle forze della natura inorganica ed organica che agiscono su di lui e dentro di lui" (Judaism, p. 21). Se tale è il caso, allora i dettami etici della ragione umana non rendono l'uomo autonomo più di quanto non facciano gli atti del suo sistema digestivo. L'uomo è "libero dalla schiavitù della natura, solo perché vive una vita che è contraria alla natura" e quindi "l'emancipazione dalla schiavitù della natura può essere realizzata solo con la religione delle mitzvot" (Judaism, p. 22).
Eppure questo contrasto apparentemente chiaro con Kant in realtà tradisce una somiglianza più profonda. Kant vede l'azione etica come via verso l'autonomia proprio perché è attraverso la ragione pratica che noi trascendiamo la nostra natura e prendiamo contatto con la sfera noumenica. In effetti quindi, e nonostante il desiderio di Kant di mantenere la religione e l'etica separati dal punto di vista motivazionale, Kant e Leibowitz sono d'accordo che l'autonomia umana richiede che l'uomo trascenda la sua natura fenomenica. La differenza è che mentre per l'etica kantiana è in un certo senso trascendente – che trascende almeno la natura empirica dell'uomo se non la sua razionale – l'etica per Leibowitz è comunque una funzione della natura umana e quindi impantanata nella sfera "fenomenica", destinata a non svincolarsi mai. L'interpretazione leibowitziani di autonomia sembra dipendere ancora una volta dal suo profondo "naturalismo" per quanto riguarda il mondo fisico e umano. Solo la sfera delle mitzvot può effettuare una sorta di limitata trascendenza leibowitziana che produca autonomia, che attraverso il suo fondamento su una primordiale eteronomia, — l'imposizione delle mitzvot da parte di Dio — produce una delle zone fertili di confronto con Emmanuel Lévinas in Fagenblat 2004, sebbene, come Michael Fagenblat nota, per Lévinas la sfera della etica stessa sia una sfera di trascendenza oltre la razionalità umana discorsiva. A differenza di Leibowitz e più vicino ancora a Kant, per Lévinas non abbiamo bisogno di andare fino alle mitzvot per trovare la sfera della trascendenza.

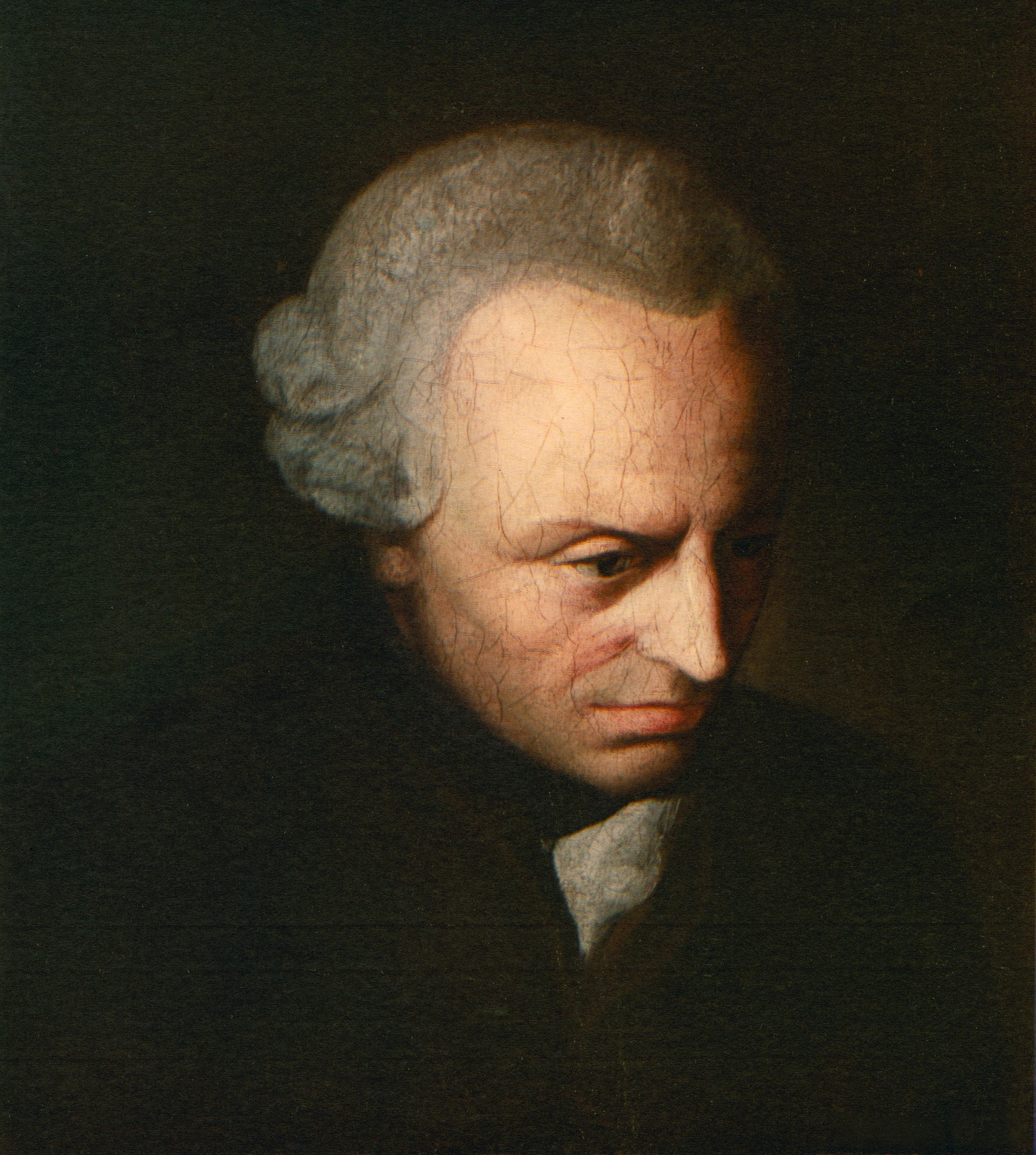
Immanuel Kant

Nonostante tutto questo, non è chiaro se le mitzvot non potessero portare una sorta di valenza etica. Proprio come fa Kant per il valore morale, Leibowitz individua il valore religioso dei nostri atti nelle nostre intenzioni. La santità, ci dice, "non è altro che l'osservanza halakhica: gli specifici atti intenzionali dedicati al servizio di Dio" (Judaism, p. 24, corsivo aggiunto). Presumibilmente quindi le mitzvot dovrebbero essere eseguite esclusivamente per adorare Dio e tuttavia addurci un beneficio accessorio. Fintantoché la motivazione è l'adorazione di Dio, eventuali benefici incidentali sarebbero sicuramente legittimi, o perlomeno non escluderebbero l'atto dall'essere religiosamente degni. Ciò che conta qui è la gerarchia dei valori — il rispetto delle mitzvot non può essere subordinato a valori etici. Tuttavia l'intenzionalismo di Leibowitz impone che tali atti, anche se incidentalmente soddisfano determinati bisogni umani, potrebbero non essere ancora atti etici data la loro motivazione religiosa.
A questo punto, la descrizione di Leibowitz della sfera religiosa e di quella halakhica, sebbene discutibile, appare coerente. L'ebraismo è per lui un sistema deontologico di doveri divini, piuttosto che un sistema teleologico con lo scopo di promuovere una qualsiasi forma di "bene" umano. Dal punto di vista umano, le mitzvot potrebbero effettivamente essere prive di significato: se finiscono veramente per promuovere una qualche forma di bene umano, questo sarebbe accidentale e non farebbe parte della natura essenziale delle mitzvot. Ma mentre questa concezione delle mitzvot funziona bene per la maggior parte dei comandamenti rituali, entrerebbe in crisi in relazione a quelle che normalmente potrebbero essere definite le mitzvot etiche – se non fosse per il fatto che ciò è ormai un ossimoro per Leibowitz, tale che anche "Amerai il prossimo tuo come te stesso" è da considerarsi come una mitzvah e non come un precetto etico. La frase chiave nel versetto che contiene questo comandamento per Leibowitz è quella che segue immediatamente a concludere il passo: "Io sono Dio". È un dovere verso il prossimo che si basa sulla posizione dell'uomo davanti a Dio, non la sua posizione davanti al prossimo.
Una delle preoccupazioni di Leibowitz sembra essere che, perché gli imperativi siano veramente categorici, devono trarre la loro autorità da qualcosa di diverso dalle necessità e dai valori umani, che sono fondamenti troppo deboli per far da base agli imperativi categorici. Ci si può sempre scusare con l'affermazione che le necessità delle altre persone non abbiano la prevalenza in una determinata situazione. Non c'è scampo però dall'autorità di una richiesta divina, quindi porre gli imperativi etici all'interno di un sistema religioso dà loro il necessario fondamento. La loro posizione come comandamenti li trasforma da "mero buon consiglio, aspirazione nobile, o ideale sublime" e invece dà loro "la realtà della Legge, qualcosa si è costretti a prendere sul serio, come si deve prendere sul serio un mandato di polizia" (Judaism, p. 19). Ma più di questo, per Leibowitz ciò li priva del loro carattere etico. Agire per nobili ideali, seppur legittimi, renderebbe gli atti etici, non religiosi. Così rimane una distinzione importante, e non è chiaro che si tratti di una distinzione che può dar giustizia alle prescrizioni etiche della Torah in quanto prescrizioni etiche. Debbo agire con giustizia verso il mio prossimo a causa del mio interesse per lui, o per il mio interesse per Dio? Mentre sembra chiaro che Leibowitz può vedere solo quest'ultimo come atto religioso, non è chiaro che ciò soddisfi le nostre intuizioni etiche, sebbene presumibilmente Leibowitz ribatterebbe semplicemente che questo è esattamente ciò che significa subordinare l'interesse umano al valore ultimo che è il culto di Dio. Mentre una quadratura del cerchio levinasiana permetterebbe alla nostra preoccupazione etica per l'altro di essere di per sé un segno di trascendenza, per Leibowitz un atto religioso, anche se può incidentalmente servire il prossimo, non può essere né motivato da un tale obiettivo, né permettere che tale obiettivo svolga un ruolo per farcelo intendere come mitzvah, poiché questo renderebbe Dio schiavo degli interessi umani.
Tuttavia, Leibowitz riconosce che oltre la sfera dell'Halakhah "prosperano molte buone azioni ed eventi di grandezza e sublimità" (Judaism, p. 25). Generalmente per Leibowitz l'Halakhah non è totalizzante e non governa tutti i comportamenti, come rende esplicito nelle sue interviste con Michael Shashar, dove chiede retoricamente se l'ebraismo abbia una prospettiva sulla decisione di costruire o meno un ponte su un dato fiume particolare (Sihot, p. 91). Per Leibowitz allora ci sono chiaramente altri aspetti della vita umana che sono necessari, anzi preziosi, e che non necessitano di essere dedicata al culto di Dio. La religione deve essere il più alto valore per Leibowitz, a cui tutti gli altri sono subordinati in tempi di conflitto; ma non ha bisogno di essere l'unico valore. Tuttavia agendo per il bene del proprio prossimo, si deve riconoscere che ciò è l'esecuzione di un atto etico nobile, non un atto religioso sacro. La questione che si pone però è, nel caso di atti eticamente motivati che coincidono con mitzvot, se un ebreo debba invece compiere l'atto per motivi religiosi — una posizione che non lascerebbe molto spazio ad una persona religiosa di eseguire un'azione etica. Invero, sembrerebbe che se uno volesse per esempio eseguire la mitzvah di "amare il prossimo", uno non dovrebbe agire sulla base di motivazioni etiche. Così non è chiaro cosa ne sia della legittimità della sfera etica per un ebreo religioso, dal momento che ogni atto eticamente motivato costituisce un'occasione mancata per l'adorazione di Dio. Ogni atto dovrebbe essere motivato religiosamente piuttosto che eticamente, anche quando il semplice atto in sé sarebbe lo stesso. Sebbene non sia come se uno che è eticamente motivato possa trasformare sinceramente quella motivazione etica in una religiosa, sembra come se per Leibowitz diventare il tipo di persona che agisce religiosamente con naturalezza in questi casi dovrebbe essere l'obiettivo finale. Ciò non negherebbe ogni valore ad atti motivati eticamente, ma certamente sembra rendere problematici quelli che coincidono con specifiche mitzvot.

### Halakhah e la condizione delle donne

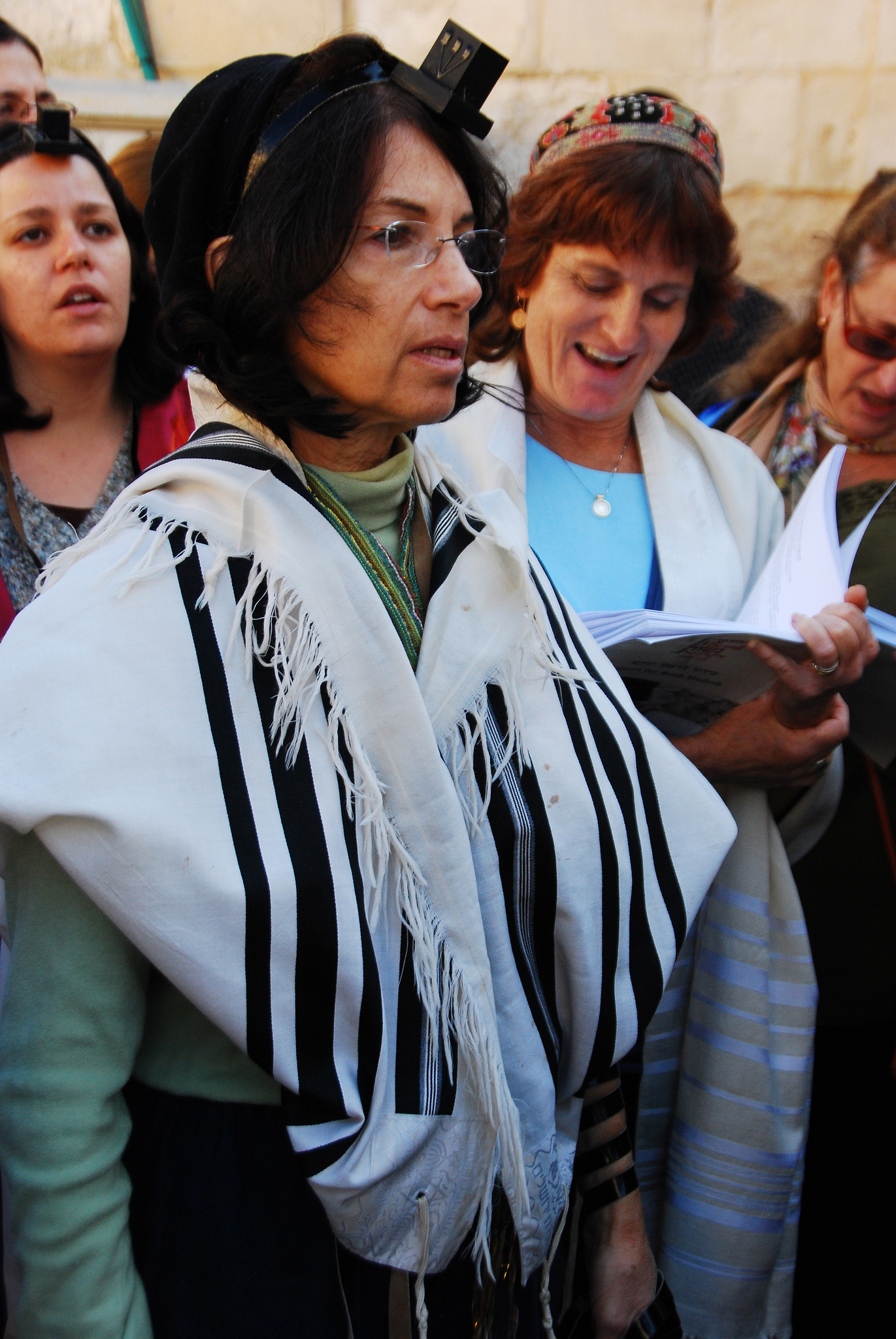
Donna ebrea in preghiera con tallit e tefillin presso il Muro Occidentale di Gerusalemme

Il resoconto di Leibowitz sull'Halakhah non è unidimensionale. La sua affermazione che la maggior parte delle mitzvot sono prive di significato in base alle concezioni umane di valore, lascia un'apertura importante che egli sfrutta altrove nei suoi scritti, in particolare in un breve pezzo ritardo sulla condizione delle donne nell'ebraismo, dove distingue tra due tipi di mitzvot in un modo che rende il quadro notevolmente più complesso.
Quindi da un lato abbiamo i comandamenti rituali richiesti agli uomini e non alle donne. Queste mitzvot sono davvero "senza senso ", non avendo valore intrinseco oltre il loro status di mitzvot che Dio esige al suo servizio da uomini e non da donne. Non riflettono uno status elevato per gli uomini né danno accesso ad una sorta di esperienza religiosa al di là del mero onere della prestazione. Detto questo, il desiderio delle donne di assumere tali pratiche in nome dell'uguaglianza riflette un malinteso fondamentale – o almeno una comprensione non-leibowitziana – della natura di questi comandamenti. Tuttavia, quando si tratta di studio della Torah ai più alti livelli e l'accesso alle cariche pubbliche, entrambi dei quali sono tradizionalmente proibiti halakhicamente alle donne, Leibowitz ha una visione molto diversa. Impedire alle donne l'accesso allo studio della Torah "non è come esentarle da un dovere... ma è privarle di un diritto ebraico fondamentale... [che] rende loro ebraicità inferiore a quella degli uomini" (Judaism, p. 129). La restrizione originale, così come quella riguardante l'ottenimento di uffici pubblici, riflette le prevalenti norme socio-culturali della società circostante, piuttosto che determinazioni halakhiche essenziali. Quindi Leibowitz desidera distinguere tra
(Judaism, p. 131)
Troviamo, quindi, una sfera di mitzvot che sembrano essere asservite ai valori umani e al cambiamento sociale. Che Leibowitz creda in tale categoria, indipendentemente dalla polemica questione del sesso, risulta chiaro da quanto segue:
(Judaism, p. 149)
La Torah chiaramente contiene leggi o comandamenti che reagiscono alle istituzioni politiche e sociali già in atto – di conseguenza, le leggi in materia di schiavitù, per esempio. Così si scopre che ci sono due categorie di mitzvot per Leibowitz: atti di "tipo 1" senza significato intrinseco che sono costitutivi di una realtà halakhica e non suscettibili di cambiamento; e gli atti di "tipo 2" dove la comunità halakhica ha la responsabilità di disciplinare una realtà preesistente. Questi atti halakhici possono cambiare a seconda delle norme socioculturali generali che disciplinano tale particolare aspetto della realtà, che si tratti di agricoltura, o della parità dei sessi. Infatti, Leibowitz osserva spesso esplicitamente che l'ebraismo non deve essere identificato con le leggi specifiche con cui ha avuto inizio, ma con il "riconoscimento di un sistema di precetti vincolanti, anche se le loro specificità erano spesso determinate solo col tempo" (Judaism, p. 4).
Come si deve interpretare questa concessione leibowitziana? Mentre ci potrebbero essere forti argomenti per proporre una tale distinzione sia sul piano testuale che su quello del senso comune, la questione è se Leibowitz possa permettere consistentemente che tali preoccupazioni esterne si intromettano nella religione senza usurparla. Il problema metahalakhico, come lo definisce Leibowitz, per quanto riguarda la condizione delle donne nella comunità ebraica, produce cambiamenti halakhici specifici. E alla fine ciò che sembra generare questi cambiamenti è un presupposto etico che riguarda le disparità ingiustificate dei sessi. Ma se uno permette che le norme religiose siano subordinate ai valori umani, allora secondo gli standard di Leibowitz uno sta servendo l'uomo piuttosto che Dio: se la motivazione è etica, o più generalmente sociale, allora secondo la sua definizione intenzionale delle mitzvot, esse di sicuro cessano di essere atti religiosi.
Nel caso particolare della parità dei sessi, tuttavia, ci sono problemi più ampi che entrano in gioco – la sopravvivenza dell'ebraismo. Sebbene questo non sia esplicito in tutto ciò che Leibowitz scrive, egli fa proprio questa affermazione per quanto riguarda la questione dei sessi in un'intervista con Michael Shashar - "il futuro dell'ebraismo dipende da questo" (Sihot, p. 110). Si potrebbe sostenere, pertanto, che il nostro essere sensibili alle preoccupazioni etiche presentate in questi casi abbia un significato religioso in quanto è sussunto sotto la prevalente problematica religiosa per mantenere l'esistenza dell'ebraismo. Così questi atti riterrebbero il loro significato religioso data la motivazione religiosa più generale per i cambiamenti. È molto difficile però sfuggire alla sensazione che Leibowitz sia guidato qui dai suoi impulsi etici e, più significativamente, è chiaro che tutti i tipi di decisioni halakhiche sono motivati da un'esplicita considerazione dei principi etici quali "le vie della sensibilità" o "fare il giusto e il bene". A meno che Leibowitz non stia a consentire una motivazione etica per alcune mitzvot e quindi problematizzi il suo sistema, sembra come se queste aree di decisione e di azione non possano essere considerate religiose in senso stretto. Leibowitz certamente riconosce che le decisioni halakhiche sono "basate sull'Halakhah stessa o sulle condizioni necessarie per l'osservanza halakhica" (Judaism, p. 4) e quindi potrebbe essere che queste decisioni halakhiche etiche siano "abilitanti" piuttosto che loci diretti di culto religioso. Contraendo la sfera religiosa in questo modo, Leibowitz può mantenere un certo valore religioso indiretto per gli atti di un ebreo religioso eticamente motivati. Ma la contrazione che una tale mossa necessita relegherebbe enormi tratti del Talmud a questa condizione inferiore, cosa che sembra problematica. L'eventuale ribattuta che tutte queste decisioni sono state prese dai saggi con la motivazione generale di "servire Dio", renderebbe difficile mantenere una qualsiasi forma di distinzione tra religione ed etica nella forma che Leibowitz vuole chiaramente mantenere. Naturalmente molti di questi problemi (compresi quelli discussi alla fine della sezione "Etica e religione") pendono dal filo del concetto di Leibowitz dell'intenzione - concetto che presuppone che le intenzioni possano essere chiaramente ed esclusivamente identificate come "etiche" o come "religiose". Melzer, tuttavia, sostiene che il concetto di volontà leibowitziano si impoverisce.
Mettendo da parte i problemi appena individuati, la distinzione di Leibowitz resta problematica nel contesto del suo sistema complessivo. Egli classifica esplicitamente la sfera del rituale sinagogale agli atti di "tipo 1". Tuttavia, in gran parte dell'ortodossia contemporanea, questo è uno dei problemi più combattuti e uno in cui le disparità delle donne sono intese da alcuni come equivalenti alla negazione di "un diritto ebraico fondamentale... [che] rende loro ebraicità inferiore a quella degli uomini." Se le donne si sentissero così emarginato da questa particolare disuguaglianza tale da minacciare il futuro dell'ebraismo, portando a sancire la partecipazione delle donne in certi rituali, le mitzvot di "tipo 1" leibowitziane dovrebbe essere ricategorizzate come mitzvot di "tipo 2" e dovremmo quindi concludere che le categorie sono fluide e che i comandamenti possono spostarsi tra le categorie. Ma allora la questione di come classificare i comandamenti sembra diventare dipendente dalla percezione umana e dai suoi valori, il che sarebbe problematico per Leibowitz.
In definitiva quindi, Leibowitz ha difficoltà a mantenere la trascendenza radicale di Dio nella sua forma più incontaminata. Né storia né natura, compresa la natura umana, sono fonti di valore religioso. Solo le prescrizioni di Dio sono sante e il culto ebraico, la fede ebraica stessa, è semplicemente un impegno in questo regime comportamentale. Ciò nonostante, mentre Leibowitz comincia con una definizione ordinata degli atti religiosi come comandi assoluti eseguiti con l'intenzione di servire Dio, come atti che non possono essere motivati da preoccupazioni o interessi umani, il fatto che la vita comporta altre particolari contesti civili e sociali, richiede che ci occupiamo di tali interessi. Ciò produce atti di "tipo 2", con conseguenti domande riguardo a se o meno certe mitzvot possano essere inequivocabilmente collocate in una o nell'altra delle categorie, e se in effetti ci possa essere del movimento tra le categorie senza che il teocentrismo di Leibowitz si trasformi in una forma di antropocentrismo. La distinzione necessaria per prevenirlo – effettuata dai decisori halakhici (poskim), tra l'intenzione di "realizzare la Torah" e l'intenzione di "adattare l'Halakhah ad una varietà di bisogni umani" (Judaism, p. 4) – non è sempre facile da discernere e, si può pensare, potrebbe facilmente far cadere nell'autoinganno.

## Religione, Stato e Israele

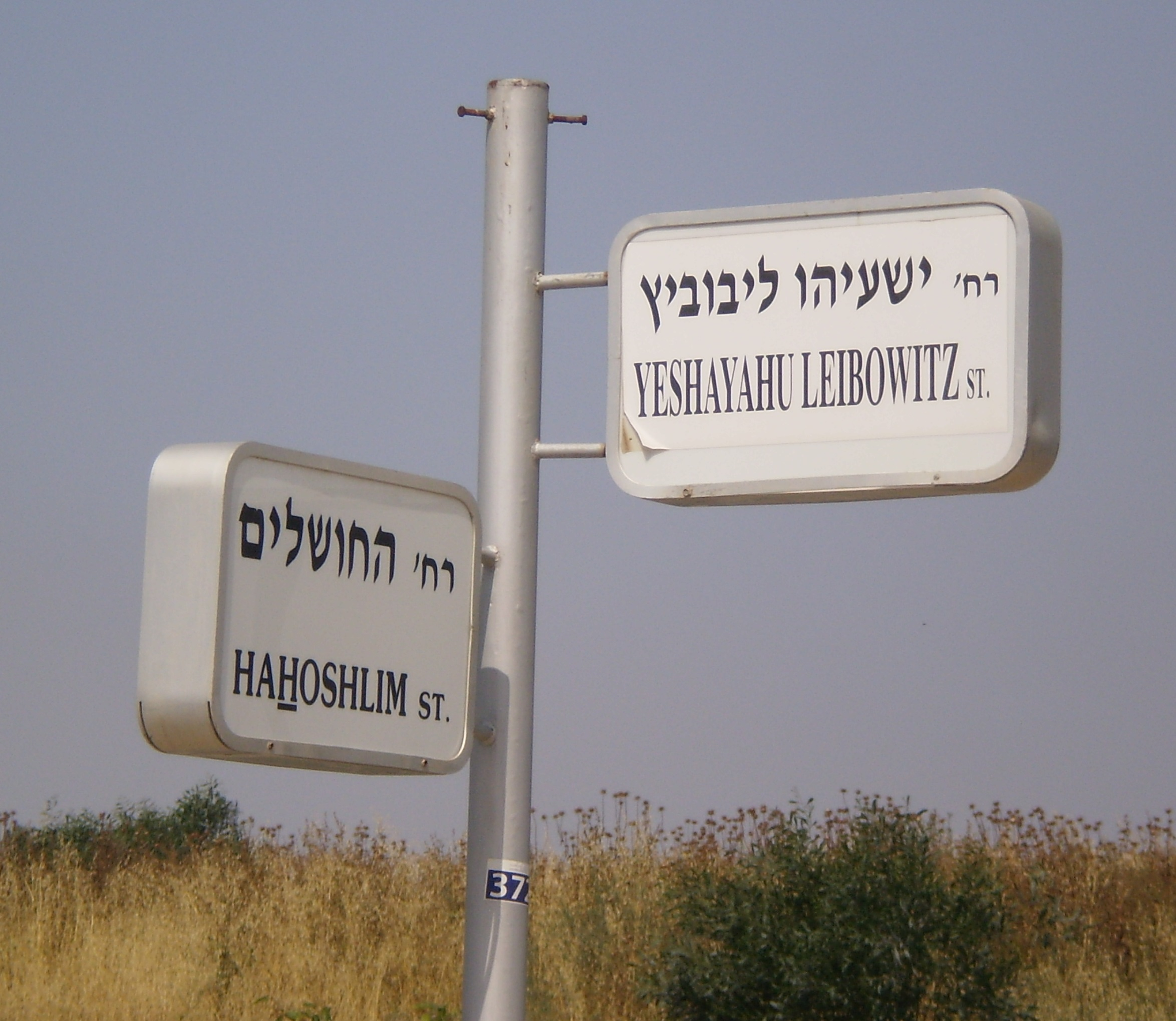
La strada dedicata a Leibowitz, a Herzliya (Israele)

Leibowitz è sempre stato un sionista inveterato. Tuttavia, il sionismo per Leibowitz è definito semplicemente come "l'impegno di liberare gli ebrei dall'essere dominati dai gentili" (Judaism, p. 214), un impegno che lo Stato di Israele "soddisfa completamente". Quindi, pur essendo un ebreo religioso, il sionismo di Leibowitz è dichiaratamente laico, e la sua versione laica del sionismo deriva direttamente dai principi centrali della sua filosofia. In primo luogo, è dettata dal suo approccio intenzionale all'azione religiosa: la motivazione per impostare lo Stato è politico e nazionalista piuttosto che religioso. Infatti il sionismo era inizialmente una rivoluzione ebraica secolare, un movimento politico con aspirazioni nazionaliste. In secondo luogo, si implica direttamente dal suo punto di vista che il servizio delle necessità e degli interessi umani non può essere equiparato al servizio di Dio. Per Leibowitz, lo Stato serve uno scopo politico perfettamente nobile: servire le necessità umane. Tuttavia ciò non deve essere confuso con il suo avere un valore religioso in se stesso:
(Judaism, pp. 226–227)
Sembrerebbe quindi che religione e Stato non possano proprio essere collegati, e questa in effetti è la posizione che Leibowitz prende. A questo punto, però, sembra che il pensiero di Leibowitz, o almeno il suo atteggiamento nei confronti di ciò che costituisce un discorso significativo, abbia subito uno sviluppo significativo.
Nei suoi primi scritti, Leibowitz aveva sfidato l'establishment religioso rabbinico ad adottare le misure coraggiose necessarie per fornire una visione di uno "Stato halakhico", uno stato che potesse essere governato secondo la legge ebraica; che potesse accettare, per esempio, le esigenze di un paese con forze di polizia completamente funzionanti e un impianto elettrico attivo anche durante lo Shabbat, senza essere parassita sugli ebrei che non osservano le leggi dello Shabbat. Di conseguenza "si richiede un codice halakhico specifico e dettagliato per amministrare l'intera gamma di funzioni statali... [per dare] un quadro chiaro di come i partiti religiosi potrebbero gestire lo stato se per caso andassero al potere" (Judaism, pp. 170–171).
Questo avrebbe richiesto una rivoluzione halakhica, utilizzando tecniche innovative e creative di interpretazione giuridica ebraica e relativa applicazione. Ma invece, agli occhi di Leibowitz i partiti religiosi "si prostituivano allo Stato per proteggere il proprio marchio di settarismo religioso, subordinando la religione alla macchina del governo secolare." Appena sette anni dopo, riconoscendo tale realtà, Leibowitz cambia il suo approccio, presentando un appello per la separazione tra religione e Stato come unico programma "nell'interesse religioso della situazione esistente" (Judaism, p. 175). Dieci anni dopo Leibowitz afferma ufficialmente che "nessuno stato di sorta, nel passato, nel presente o in un prevedibile futuro, in ogni società, in ogni epoca, in ogni cultura, compresa la cultura ebraica, è mai stato o mai sarà altro che un'istituzione secolare" (Judaism, pp. 215–216).
Da un lato, ciò non essere una sorpresa dato che la politica si occupa di istituzioni umane che servono le necessità umane, e Leibowitz non può permettere atti di culto religioso che siano diretti verso le necessità umane. Tuttavia, dall'altro lato, notando che lo stato "pone le basi per la lotta a favore della religione, che è per sua natura una lotta eterna che non finirà mai con la vittoria" (Judaism, pp. 215-216), Leibowitz non sembra fornire la possibilità di un'azione politica che abbia un significato religioso. Infatti, continua dicendo che la ragione per cui Israele non ha nessun significato religioso è proprio "perché tale lotta vi si sta svolgendo" (Judaism, p. 216), il che sembra implicare la possibilità di uno Stato che avrebbe tale significato se attuasse tale lotta. Come accennato in precedenza, Leibowitz parla di "condizioni necessarie per l'osservanza halakhica" (Judaism, p. 4), condizioni essenziali per le persone nell'adorare Dio, che includono l'organizzazione sociale e politica. L'ebraismo non afferma nessuna specifica forma di organizzazione politica come fosse quella giusta, dal momento che gli atti politici non sono di per sé atti halakhici. È semplicemente l'impalcatura senza la quale gli individui non avrebbero la capacità di impegnarsi nelle proprie "lotte religiose" individuali, che presumibilmente consegna questa categoria minore di "significato religioso" allo Stato politico che la consente. Pertanto, dato il suo intenzionalismo, la mera organizzazione politica non può avere alcun significato religioso in sé; può avere solo tale importanza se l'azione politica è guidata dall'intenzione che lo Stato sia una condizione abilitante del culto religioso. Ma evidentemente questo non è il caso dell'attuale governo israeliano e le autorità religiose non hanno giurisdizione su tali questioni politiche.